# Léo Laporte-Blairsy
Pour les articles homonymes, voir Laporte.
Léo Laporte-Blairsy, ou Laporte-Blaisin, né le 5 avril 1865 à Toulouse et mort, dans la même ville, le novembre 1923, est un sculpteur et médailleur français rattaché au mouvement de l'Art nouveau.

## Biographie
Élève d’Alexandre Falguière et d'Antonin Mercié à l'École nationale supérieure des beaux-arts de Paris, Léo Laporte-Blairsy est sociétaire du Salon des artistes français depuis 1897. Il reçoit une médaille de troisième classe en 1894 et une de deuxième classe en 1898, une de première classe en 1914.
À l’Exposition universelle de 1900, il obtient une médaille d’argent. Il est nommé chevalier de l'ordre national de la Légion d'honneur en 1903.
Il meurt dans sa maison à Cugnaux, le 6 novembre 1923, quelques jours après l'inauguration du Monument aux morts des quartiers de Bayard, Matabiau, Concorde et Chalets. Il est enterré au cimetière Rapas, dans le quartier Saint-Cyprien.

## Œuvres dans les collections publiques
- Méréville : Monument aux morts.
- Nantes, musée des beaux-arts : L'Épave, 1907, bas-relief en marbre.
- Paris, musée d'Orsay : fonds de plaquettes en bronze[3].
- Toulouse :
  - École supérieure des beaux-arts, façade : La Sculpture, 1896, haut-relief en pierre.
  - faubourg Bonnefoy, parc Michelet : Le Faubourg Matabiau, 1900, initialement commandé par la ville de Toulouse pour l’aménagement de la place du Capitole.
  - jardin du grand Rond : Le Réveil de Morphée.
  - musée des Augustins : Le Réveil de Morphée, 1894, plâtre.
  - place de la Concorde : Aux jeux floraux ou La Poésie romane, 1910, œuvre réalisée grâce à un legs du négociant Octave Sage pour une fontaine d’eau potable.
  - place Roquelaine : Monument aux morts des quartiers de Bayard, Matabiau, Concorde et Chalets, 1923, bronze.

Œuvres de Léo Laporte-Blairsy
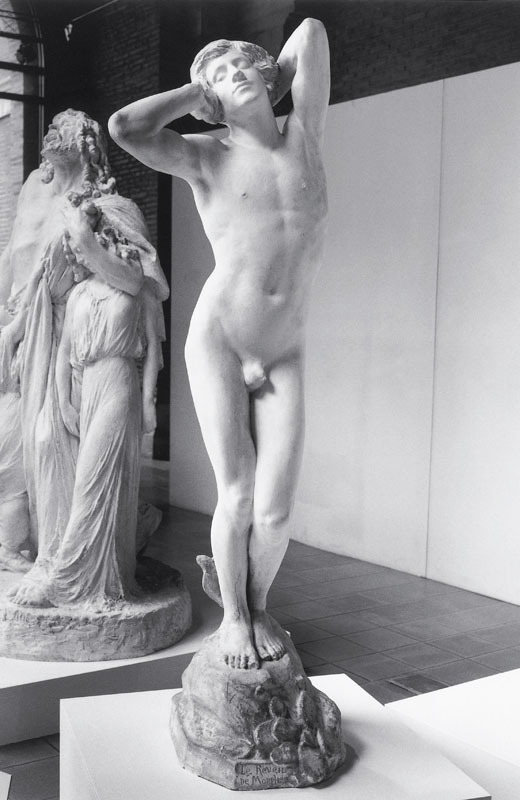
Le Réveil de Morphée (1894), Toulouse, musée des Augustins.
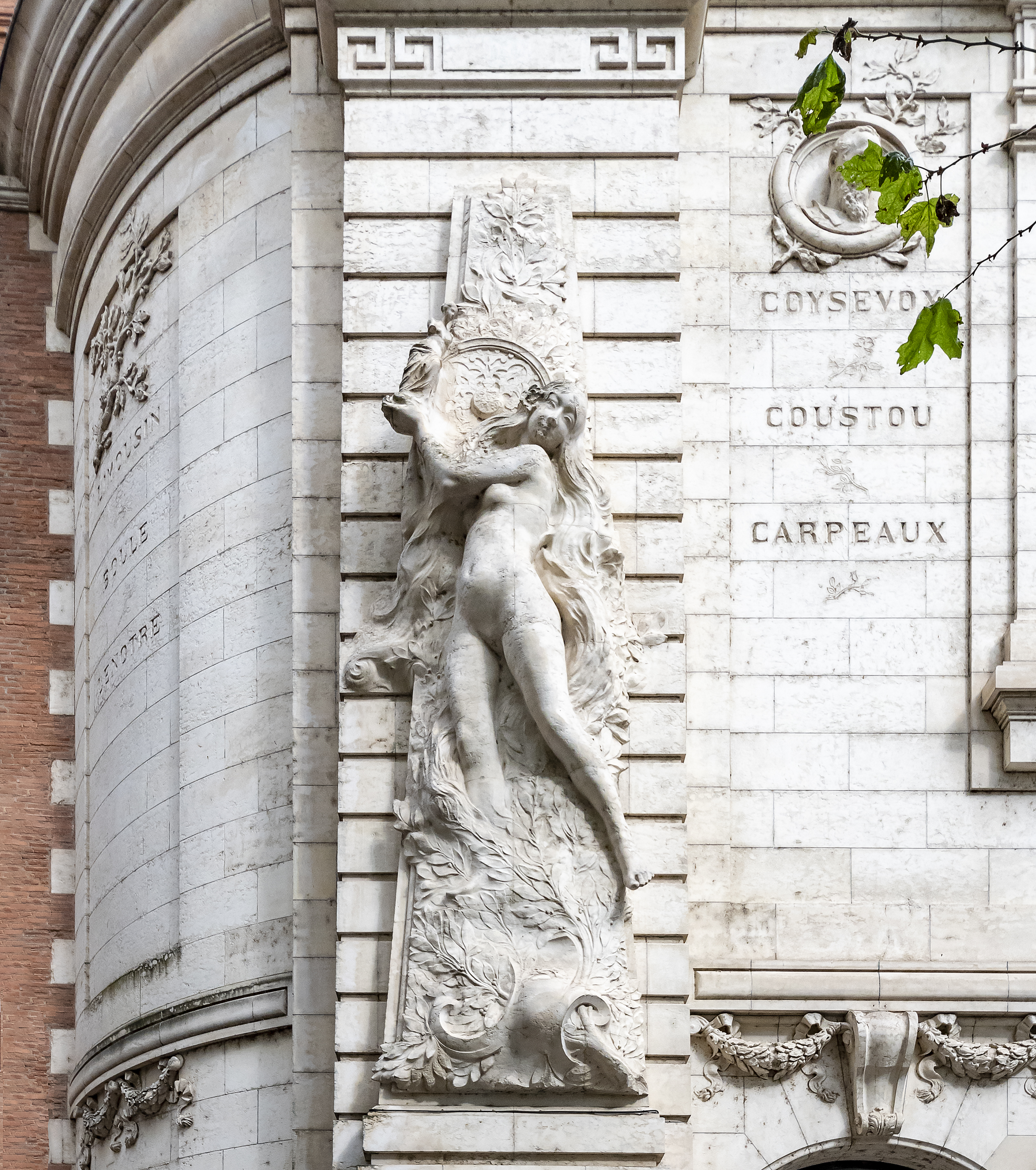
La Sculpture (1896), École supérieure des beaux-arts de Toulouse.
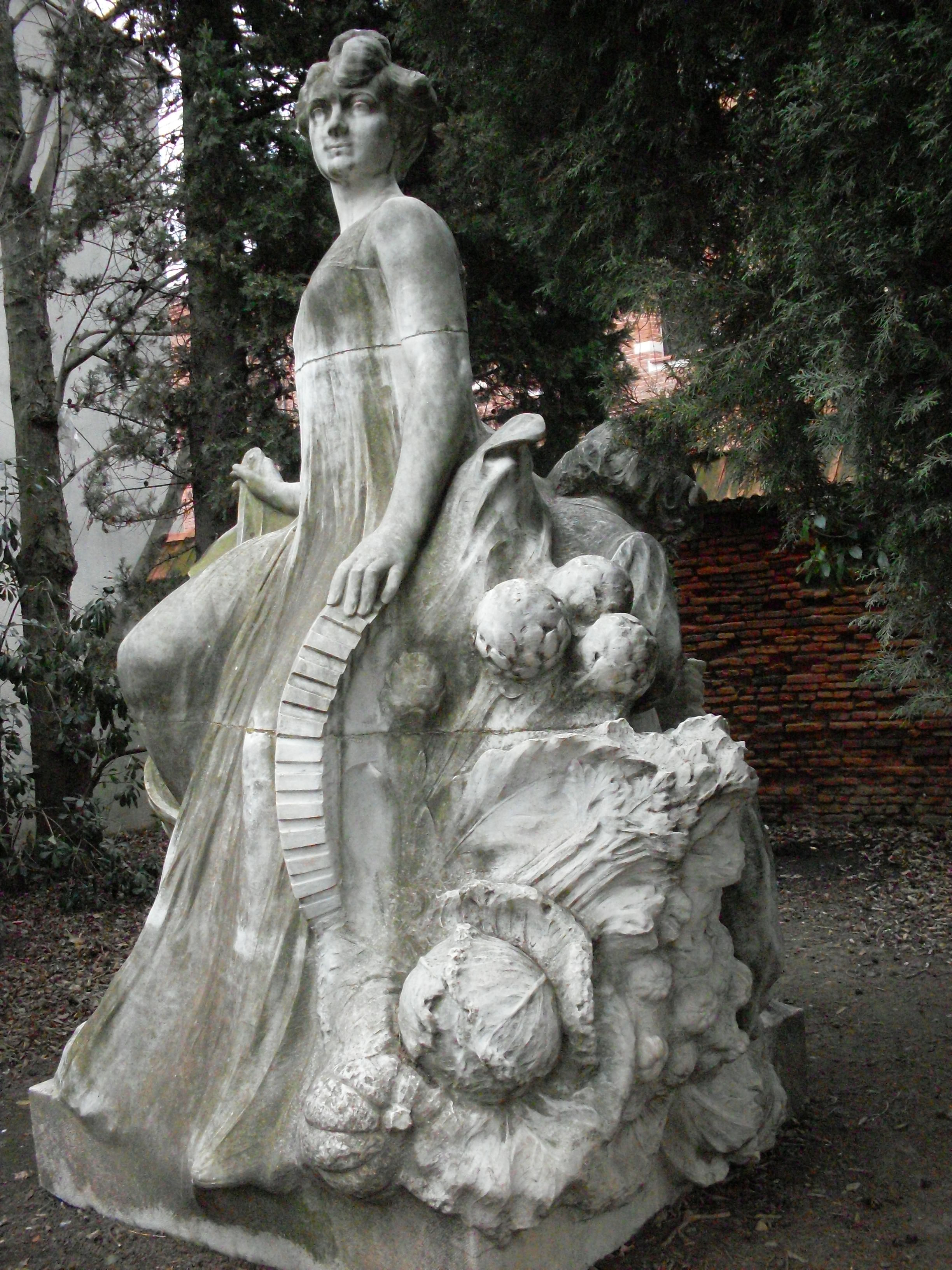
Le Faubourg Matabiau (1900), Toulouse, parc Michelet.
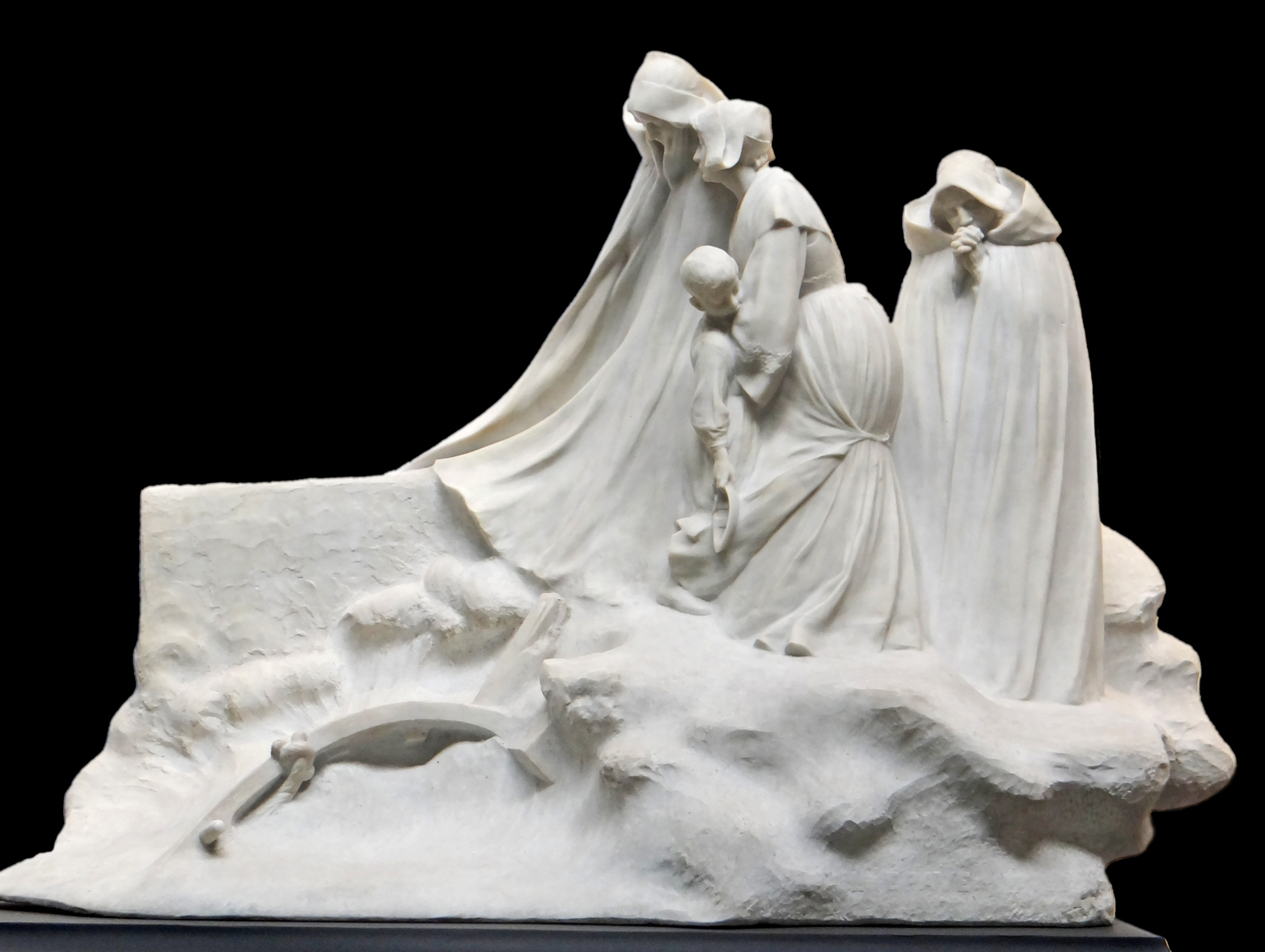
L'Épave (1907), musée des beaux-arts de Nantes.
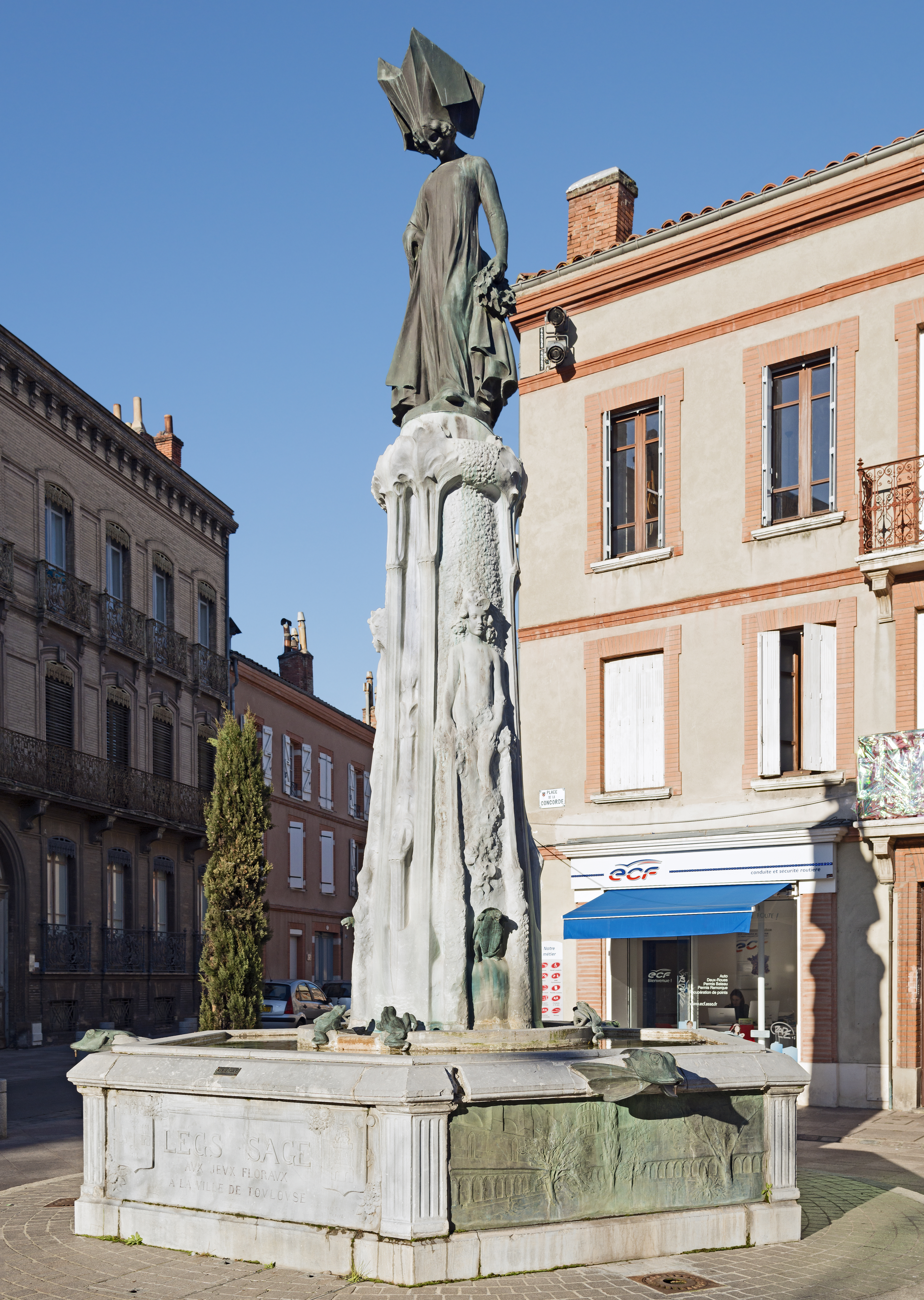
Aux jeux floraux ou La Poésie romane (1910), Toulouse, place de la Concorde.
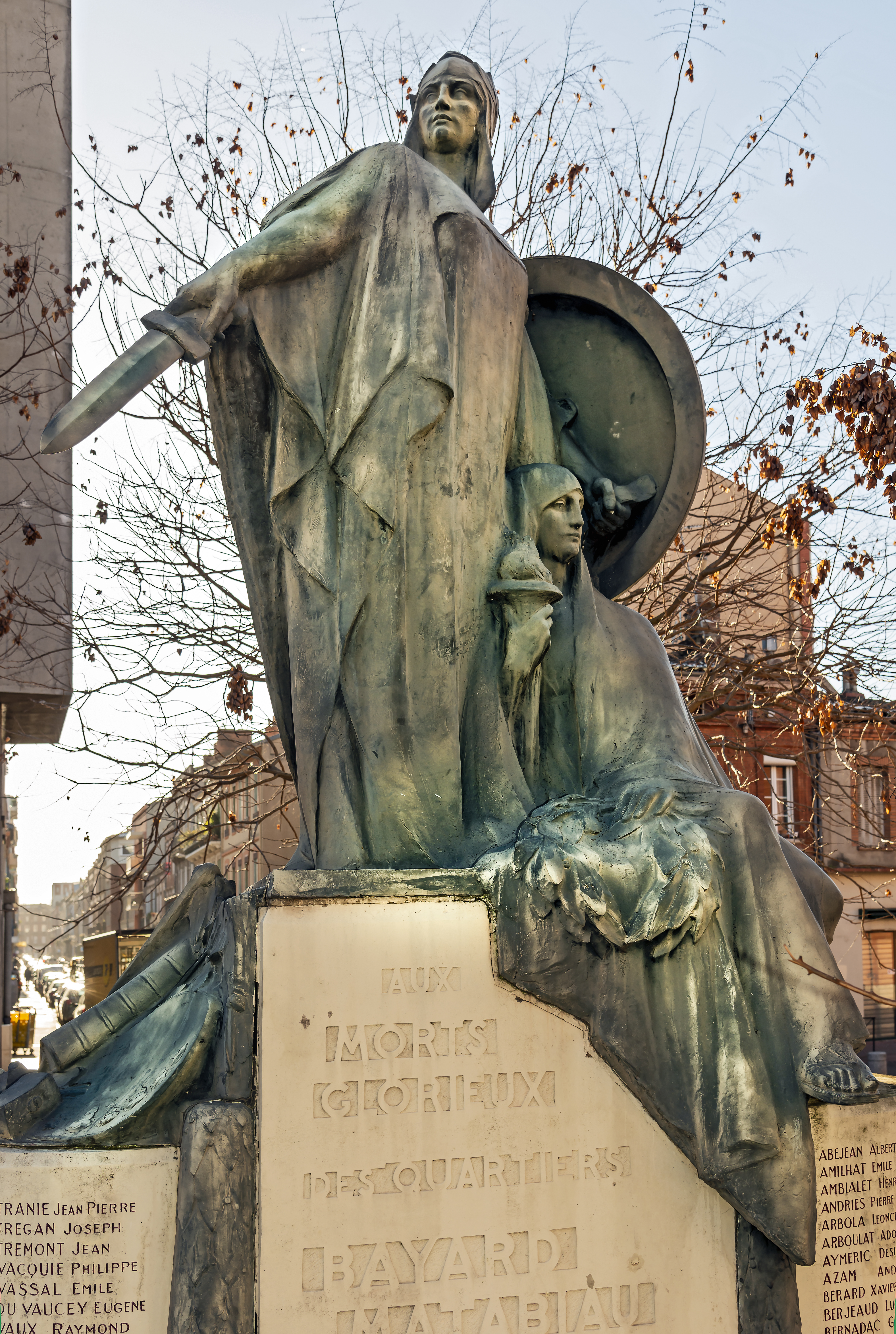
Monument aux morts des quartiers de Bayard, Matabiau, Concorde et Chalets (1923, détail).